# NGC 720
NGC 720 est une galaxie elliptique située dans la constellation de la Baleine. NGC 720 a été découverte par l'astronome germano-britannique William Herschel en 1785.

## Caractéristiques
NGC 720 est une galaxie brillante dans le domaine des rayons X,

### Distance
Sa vitesse par rapport au fond diffus cosmologique est de 1 483 ± 20 km/s, ce qui correspond à une distance de Hubble de 21,9 ± 1,6 Mpc (∼71,4 millions d'al).
À ce jour, 23 mesures non basées sur le décalage vers le rouge (redshift) donnent une distance de 24,552 ± 6,389 Mpc (∼80,1 millions d'al), ce qui est à l'intérieur des valeurs de la distance de Hubble. Notons cependant que c'est avec la valeur moyenne des mesures indépendantes, lorsqu'elles existent, que la base de données NASA/IPAC calcule le diamètre d'une galaxie et qu'en conséquence le diamètre de NGC 720 pourrait être d'environ 29,8 kpc (∼97 200 al) si on utilisait la distance de Hubble pour le calculer. 

### Morphologie
NGC 720 a été utilisée par Gérard de Vaucouleurs comme une galaxie de type morphologique E5 dans son atlas des galaxies,.

### Matière noire
La vitesse des amas globulaires dans le halo de NGC 720 indique une fraction de son contenu en matière noire de (46 ± 16)% de sa masse à l'intérieur de cinq rayons effectifs.

## Groupe de NGC 720
NGC 720 fait partie d'un groupe de galaxies brillantes en rayon X qui porte son nom. Le groupe de NGC 720 comprend 8 galaxies : NGC 720, 2MASXJ01535632-1350125 (PGC 87905), 2MASXJ01524752-1416211 (PGC 87900), MCG -2-5-72, KUG 0147-138, DDO 015, ARP 004 et UGCA 022.